# T. Patrick Carrabré
T. Patrick Carrabré (* 2. März 1958 in Winnipeg, Manitoba) ist ein kanadischer Komponist und Musikpädagoge.
Carrabré studierte Komposition bei Robert Turner an der University of Manitoba und bei Peter Paul Koprowski an der University of Western Ontario. Bei dem Pulitzerpreisträger George Perle studierte er dessen System der Zwölfton-Tonalität.
Seit 1992 arbeitet Carrabré mit dem Winnipeg Symphony Orchestra zusammen, seit 1996 als Associate Composer und seit 2001 als Composer in Residence. Außerdem ist er Co-Kurator des von dem Orchester veranstalteten New Music Festival und künstlerischer Leiter der Brandon Chamber Players. 
Von 1992 bis 2019 lehrte er an der Brandon University, wo er zeitweilig auch Dekan der Musikfakultät und Vizepräsident war.
1994 spielten das Winnipeg Symphony Orchestra und der Violinist Gwen Hoebig beim New Music Festival die Uraufführung von The Gates of Heaven. Die bekannteste Komposition Carrabrés sind die Inuit Games für Katajjak-Sänger und Orchester, die 2003 für das International Rostrum of Composers nominiert wurden. Seine Sonata No. 1, The Penitent für Violine und Klavier erhielt eine Nominierung für den Juno Award in der Kategorie beste klassische Komposition. 
2005 spielte das Winnipeg Symphony Orchestra unter Andrey Boreyko gemeinsam mit dem Canadian Mennonite University Chorus, den Spirit Sands Singers, der Gruppe NAfro Dance, Michael Esquash Sr., Inukshuk Aksalnik und Amanda Stott beim International New Music Festival der Centara Corporation die Uraufführung seines Oratoriums Creation Stories.
2019 wurde er Leiter der School of Music an der University of British Columbia.

## Werke
- String Quartet No. 1, 1982
- Sonata No. 1 für Violine und Klavier, 1985
- Three Preludes für Klavier, 1985
- Time Cycle für hohe Stimme und Klavier, 1986
- Three Dances für Flöte, 1986
- Piano Concerto, UA 1992
- Dances From the Shadow World für Violine und Klavier, 1992
- Dances From the Shadow World für Violine und Klavier, 1992
- Two Driving Songs für Flöte, Klarinette, Violine, Cello, Schlagzeug, Sopran und Klavier, 1993
- The Elements für Klavier, 1993–99
- The Gates of Heaven, Violinkonzert, UA 1994
- Firebrand für Violine, Cello und Klavier, 1994
- Chancellor's Fanfare für zwei Trompeten, zwei Posaunen, zwei Hörner und Tuba, 1996
- Symphony #1 The War of Angels, UA 1997
- Symphonia for Strings, UA 1997
- Chase the Sun für Gesang und Kammerensemble, UA 1997
- The Dragon's Tail, UA 1998
- A Hammer for Your Thoughts …, 2000
- Dark Moon für Cello und Klavier, 2001
- Symphony #2 Of Heroes and Legends …, UA 2001
- Inuit Games, UA 2003
- Symphony #3 Like the Wind, 2003
- Creation Stories, Oratorium, UA 2005

## Quelle
The Canadian Who's who, ed. by Elizabeth Lumley, University of Toronto Press, 2000, p. 210